# Cynthia Robinson

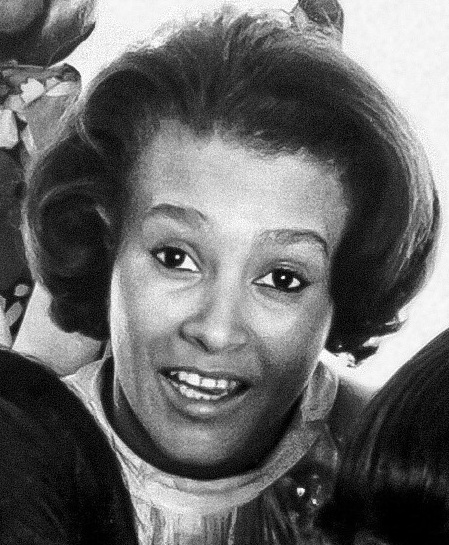
Cynthia Robinson, 1968

Cynthia Robinson, född 12 januari 1944 i Sacramento, Kalifornien, död 23 november 2015 i Carmichael, Kalifornien, var en amerikansk musiker, mest känd för sin roll som trumpetare i det populära och inflytelserika soul- och funkbandet Sly and the Family Stone under 1960- och 1970-talen. Sedan gruppen splittrades 1975 var hon den enda av bandmedlemmarna som fortsatte jobba tillsammans med gruppens frontman Sly Stone. 
Cynthia var dessutom mor till Slys andra barn, dottern Sylvette Phunne Robinson.